# Vive Kielce
Vive Targi Kielce je profesionalni poljski rukometni klub iz Kielca. Osnovan je 1965. pod imenom Iskra Kielce a danas se natječe u PGNiG Superligi.

## Najveći uspjesi[1]

### Domaći uspjesi
- Poljsko prvenstvo:
  - prvaci (20x): 1993., 1994., 1996., 1998., 1999., 2003., 2009., 2010., 2012., 2013., 2014., 2015., 2016., 2017., 2018., 2019., 2020., 2021., 2022., 2023.
  - doprvaci (4x): 1995., 2004., 2011., 2024.
  - trećeplasirani (6x): 1980., 1997., 2001., 2005., 2007., 2008.
- Poljski kup:
  - prvaci (17x): 1985., 2000., 2003., 2004., 2006., 2009., 2010., 2011., 2012., 2013., 2014., 2015., 2016., 2017., 2018., 2019., 2021.
  - doprvaci (7x): 1995., 1996., 1997., 2001., 2002., 2007., 2008.

### Međunarodni uspjesi
- Liga prvaka
  - pobjednici (1x): 2016.
  - Final Four (2x): 2013., 2015.
  - osmina finala (2x): 2010., 2012.
  - grupni dio natjecanja (3x): 1999., 2003., 2011.
- Kup pobjednika kupova
  - četvrtfinale (1x): 1995.
- Kup EHF-a
  - četvrtfinale (2x): 1997., 2005.
- Limburški dani rukometa
  - prvaci (1x): 2005.

## Vanjske poveznice
- Službena stranica kluba (polj.)
- Klupska postignuća  Arhivirana inačica izvorne stranice od 22. siječnja 2012. (Wayback Machine)(polj.)
- Klupski trofeji  Arhivirana inačica izvorne stranice od 29. svibnja 2015. (Wayback Machine) (polj.)